# 桜京古墳
桜京古墳（さくらきょうこふん）は、福岡県宗像市牟田尻にある古墳。形状は前方後円墳。桜京古墳群を構成する古墳の1つ。国の史跡に指定されている。
宗像地域では唯一となる、石室に装飾が施された装飾古墳として知られる。

## 概要
福岡県北部、釣川河口部の左岸丘陵頂部に築造された古墳である。丘陵上には本古墳のほかにも多くの古墳（群集墳）が分布して桜京古墳群を形成する。古墳名の「桜京」は地名。江戸時代の寛文13年（1673年）には既に石室が開口したことが知られるが、1971年（昭和46年）に古墳として初めて認知され、その後これまでに数次の調査が実施されている。
墳形は左右非対称な前方後円形で、前方部を南方に向ける。墳丘に段築は認められていない。また墳丘表面に葺石・埴輪は認められず、墳丘周囲に周溝も認められていない。埋葬施設は2基からなり、後円部・前方部にそれぞれ横穴式石室1基が遺存するが、特に後円部石室は三角文様の壁画を有する。そのほか、本古墳周辺にある円墳5基は本古墳と密接な関係にあるとされる。出土品としては、鉄鏃茎、金属器（弓金具など）、須恵器片、土師器片がある。
この桜京古墳は、古墳時代後期の6世紀後半頃の築造と推定される。装飾古墳は九州地方の有明海沿岸部を中心に多数が分布するが、本古墳の位置する宗像地域（玄界灘沿岸部）はその分布圏から外れる点で特色を示し、当時の有明海沿岸部との政治的・経済的交流を示唆するとして重要視される古墳になる。
古墳域は1976年（昭和51年）に国の史跡に指定されている。なお、ユネスコの世界遺産「「神宿る島」宗像・沖ノ島と関連遺産群」において、2009年（平成21年）に同遺産がユネスコ世界遺産暫定一覧表に記載された際には本古墳も構成資産候補とされていたが、その後の2017年（平成29年）の正式登録の際には構成資産から外されている。

## 遺跡歴
- 1971年（昭和46年）10月、古墳として発見・認知（東海大学付属第五高等学校考古学研究会：地元高校生2人よる発見）[5][2][6]。
- 1974年度（昭和49年度）、墳丘測量調査および石室清掃・石室実測（福岡県教育委員会）[5]。
- 1976年（昭和51年）3月31日、国の史跡に指定[3]。
- 1977年（昭和52年）、墳丘部分の公有地化[2]。
- 2003-2005年度（平成15-17年度）、史跡整備に向けた調査（宗像市教育委員会）[5][2]。
- 2009・2010年度（平成21・22年度）、調査（宗像市教育委員会）。

## 墳丘
墳丘の規模は次の通り。
- 墳丘長：39メートル
- 後円部
  - 直径：24.0メートル
  - 高さ：6.4メートル（現況）
- くびれ部
  - 幅：11.0メートル
- 前方部
  - 長さ：16.0メートル
  - 幅：13.5メートル（現況）
  - 高さ：4.0メートル

## 埋葬施設

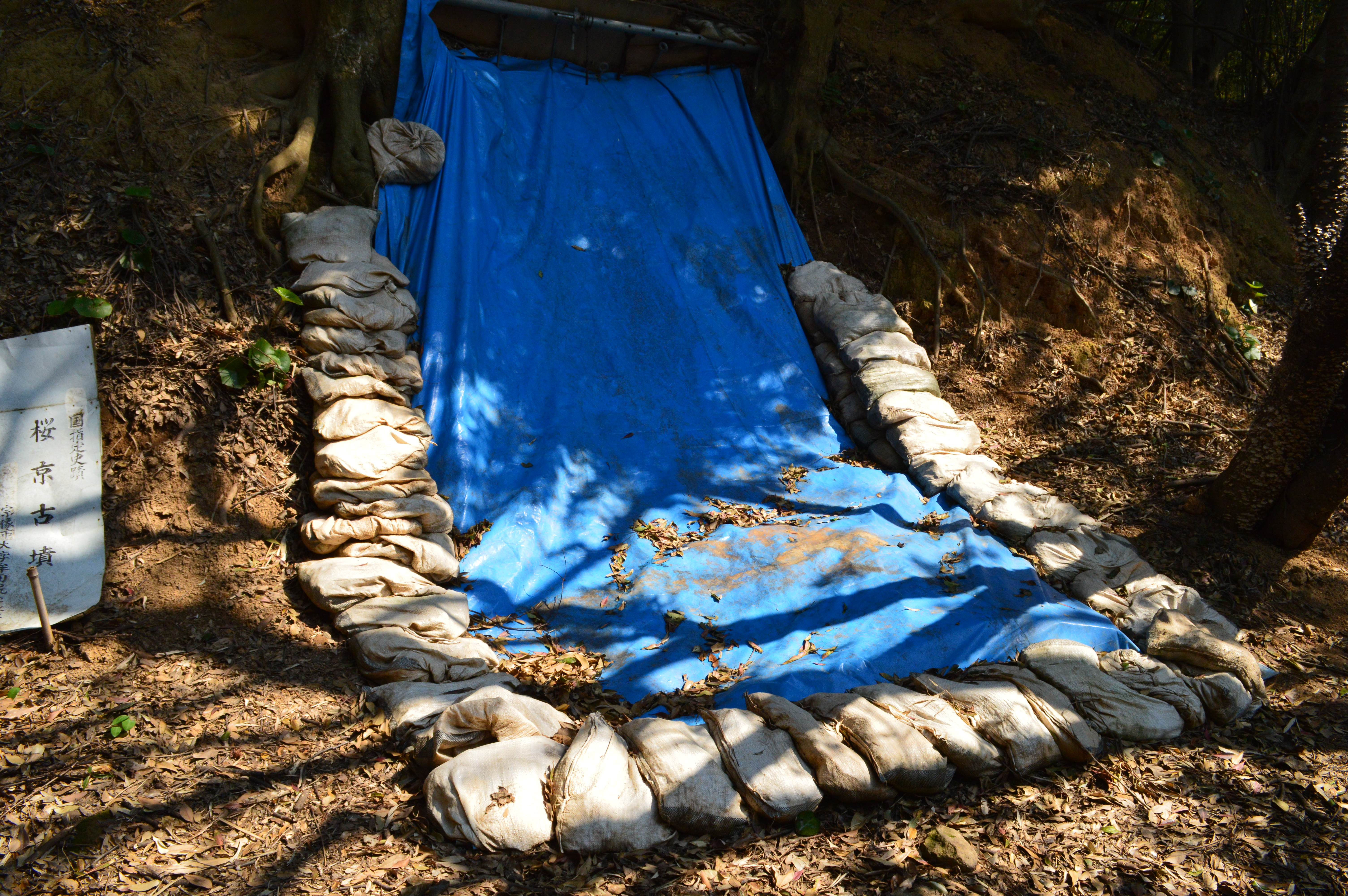
第1主体部 石室開口部
（2016年3月時点）

埋葬施設として、後円部・前方部にそれぞれ横穴式石室1基が構築されている。
第1主体部は後円部に位置し、ほぼ完存する。複室構造の両袖式横穴式石室で、石室主軸は墳丘主軸とほぼ直交し、西方に開口する。石室の規模は次の通り。
- 石室全長：8.86メートル
- 後室：長さ3.88メートル、幅2.05メートル（奥壁部）・2.29メートル（中央部）、高さ3.63メートル
- 前室：長さ2.58メートル、幅1.47メートル（中央部）、高さ1.96メートル
- 羨道：長さ5.09メートル

後室の奥壁には石屋形（石柱間隔1.2メートル、中央石棚高さ1.65メートル）が認められる。また壁画が認められており、奥壁・石屋形石柱に赤色（ベンガラ）・緑色（セラドナイト）・白色（白色粘土）の三角文が描かれる。この三角文については特に、当地の豪族である宗像氏の入れ墨文様との関連を指摘する説がある。なお石室内には寛文13年（1673年）・昭和13年（1938年）の釘書きが認められるほか、昭和20年代には石室内で賭博が行われていたという。この石室は未整備状態のため、現在は非公開で保存されている。
第2主体部は埋没石室で、2003年度（平成15年度）の測量調査の際に発見された。小型の横穴式石室と推定されるが、詳細な調査は未実施のため内容は詳らかでない。

## 文化財

### 国の史跡
- 桜京古墳 - 1976年（昭和51年）3月31日指定[3]。

## 現地情報
所在地
- 福岡県宗像市牟田尻2019番地[5]（字桜京）

交通アクセス
- バス：東郷駅（九州旅客鉄道（JR九州）鹿児島本線）から、西鉄バスで「牟田尻」バス停下車（下車後徒歩約7分）[7]

周辺
- 宗像大社辺津宮

## 関連文献
（記事執筆に使用していない関連文献）
- 『桜京古墳2 -平成21・22年度確認調査の報告 -（宗像市文化財調査報告書 第65集）』宗像市教育委員会、2012年。